# Alabamai tarajosteknős
Az alabamai tarajosteknős (Graptemys nigrinoda) a teknősök (Testitudines) rendjébe és a mocsáriteknős-félék (Emydidae) családjába tartozó faj.

## Előfordulása
Az Amerikai Egyesült Államok területén honos.

## Alfajai
- Graptemys nigrinoda delticola
- Graptemys nigrinoda nigrinoda

## Megjelenése
A hím testhossza 7,5-13 centiméter, a nőstény 10-22 centiméter.